# تاجية (نبات)
تاجية (الاسم العلمي Mitraria)، جنس جنبات معمر من فصيلة الجسنيريات. ساقها تعلو نحو 120 سم. أفنادها مضلعة ومزئبرة. أوراقها متقابلة، معنقة، بيضية الشكل، صغيرة القد، شبه جلدية النصل المنشاري الحتار. ازهارها إبطية الانتشاب، مستطيلة المعاليق قرمزية اللون، تطول نحو 4 سم. ثمارها عنبية مخروطية الشكل كالتاج.